# Cuba op de Olympische Zomerspelen 1996
Cuba nam deel aan de Olympische Zomerspelen 1996 in Atlanta, Verenigde Staten. De ploeg, bestaande uit 111 mannen en 53 vrouwen, won 25 medailles en eindigde daardoor op de achtste plaats in het medailleklassement.

## Medailleoverzicht
| Sport     | Olympiër | Discipline               | Medaille |
| --------- | --- | ------------------------ | -------- |
| Boksen    | Maikro Romero | -51kg (m)                | Goud     |
| Boksen    | Héctor Vinent | -63,5kg (m)              | Goud     |
| Boksen    | Ariel Hernández | -75kg (m)                | Goud     |
| Boksen    | Félix Savón | -91kg (m)                | Goud     |
| Judo      | Pablo Lara | -76kg (m)                | Goud     |
| Honkbal   | Omar Ajete José Ariel Contreras Miguel Caldes José Estrada González Jorge Fumero Alberto Hernández Rey Isaac Orestes Kindelán Pedro Lazo Omar Linares Omar Luis Juan Manrique Eliecer Montes Antonio Pacheco Juan Padilla Eduardo Paret Ormari Romero Antonio Scull Luis Ulacia Lázaro Vargas | mannen                   | Goud     |
| Judo      | Driulis González | -56kg (v)                | Goud     |
| Volleybal | Taismari Aguero Regla Bell Magaly Carvajal Marlenis Costa Ana Fernández Mirka Francia Idalmis Gato Lilia Izquierdo Mireya Luis Raiza O'Farrill Yumilka Ruíz Regla Torres | zaal (v)                 | Goud     |
| Worstelen | Feliberto Ascuy | -74kg Grieks-Romeins (m) | Goud     |
| Atletiek  | Ana Fidelia Quirot | 800m (v)                 | Zilver   |
| Boksen    | Arnaldo Mesa | -54kg (m)                | Zilver   |
| Boksen    | Juan Hernández Sierra | -67kg (m)                | Zilver   |
| Boksen    | Alfredo Duvergel | -71kg (m)                | Zilver   |
| Judo      | Estela Rodríguez | +72kg (v)                | Zilver   |
| Schermen  | Iván Trevejo | degen (m)                | Zilver   |
| Worstelen | Feliberto Ascuy | -62kg Grieks-Romeins (m) | Zilver   |
| Zwemmen   | Juan Marén | 100m rugslag (m)         | Zilver   |
| Atletiek  | Yoelbi Quesada | hink-stap-springen (m)   | Brons    |
| Judo      | Israel Hernández | -65kg (m)                | Brons    |
| Judo      | Amarilis Savón | -48kg (v)                | Brons    |
| Judo      | Legna Verdecia | -52kg (v)                | Brons    |
| Judo      | Diadenis Luna | -72kg (v)                | Brons    |
| Schermen  | Oscar García Elvis Gregory Rolando Tucker | floret team (m)          | Brons    |
| Worstelen | Feliberto Ascuy | -48kg vrije stijl (m)    | Brons    |
| Zwemmen   | Neisser Bent | 100m rugslag (m)         | Brons    |

## Deelnemers en resultaten per onderdeel

### Atletiek
| Olympiër                                                       | Discipline             | Resultaat | Prestatie                                                                                             |
| -------------------------------------------------------------- | ---------------------- | --------- | --- |
| Ivan Garcia                                                    | 200m (m)               | 5e        | serie 2: 1ste in 20,49 kwartfinale 3: 1ste in 20,36 halve finale 1: 2de in 20,34 finale: 6de in 20,21 |
| Norberto Téllez                                                | 800m (m)               | 4e        | serie 3: 1ste in 1.47,24 halve finale 3: 1ste in 1.43,79 finale: 4de in 1.42,85                       |
| Erik Batte                                                     | 110m horden (m)        | 8e        | serie 2: 2de in 13,47 kwartfinale 3: 3de in 13,46 halve finale 2: 4de in 13,26 finale: 8ste in 13,43  |
| Anier García                                                   | 110m horden (m)        | 18e       | serie 3: 2de in 13,56 kwartfinale 2: 6de in 13,58                                                     |
| Emilio Valle                                                   | 110m horden (m)        | 5e        | serie 7: 2de in 13,35 kwartfinale 4: 2de in 13,29 halve finale 1: 3de in 13,18 finale: 5de in 13,20   |
| Andrés Simón Joel Lamela Joel Isasi Luis Alberto Pérez         | 4x100m (m)             | 6e        | serie 5: 3de in 39,14 halve finale 2: 2de in 38,55 finale: 6de in 39,39                               |
| Omar Meña Jorge Crusellas Georkis Vera Roberto Hernández       | 4x400m (m)             | 19e       | serie 2: 4de in 3.05,75                                                                               |
| Jaime Jefferson                                                | verspringen (m)        | 31e       | kwalificatie groep A: 15de met 7,65m                                                                  |
| Iván Pedroso                                                   | verspringen (m)        | 12e       | kwalificatie groep B: 6de met 8,05m finale: 12de met 7,75m                                            |
| Yoel García                                                    | hink-stap-springen (m) | 19e       | kwalificatie groep B: 10de met 16,62m                                                                 |
| Yoelbi Quesada                                                 | hink-stap-springen (m) | Brons     | kwalificatie groep A: 2de met 17,19m finale: 3de met 17,44m                                           |
| Aliecer Urrutia                                                | hink-stap-springen (m) | 15e       | kwalificatie groep B: 7de met 16,71m                                                                  |
| Javier Sotomayor                                               | hoogspringen (m)       | 12e       | kwalificatie groep B: 4de met 2,28m finale: 12de met 2,25m                                            |
| Alexis Elizalde                                                | discuswerpen (m)       | 9e        | kwalificatie groep B: 5de met 62,22m finale: 9de met 62,70m                                           |
| Roberto Moya                                                   | discuswerpen (m)       | 22e       | kwalificatie groep A: 12de met 59,22m                                                                 |
| Emeterio González                                              | speerwerpen (m)        | 18e       | kwalificatie groep A: 10de met 77,94m                                                                 |
| Isbel Luaces                                                   | speerwerpen (m)        | 28e       | kwalificatie groep B: 14de met 73,84m                                                                 |
| Alberto Sánchez                                                | kogelslingeren (m)     | 13e       | kwalificatie groep B: 7de met 74,82m                                                                  |
| Eugenio Balanque                                               | tienkamp (m)           | 25e       | 7873 punten                                                                                           |
| Raúl Duany                                                     | tienkamp (m)           | 26e       | 7802 punten                                                                                           |
|                                                                |                        |           | |
| Norberto Téllez                                                | 800m (v)               | Zilver    | serie 4: 1ste in 1.59,98 halve finale 1: 2de in 1.57,99 finale: 2de in 1.58,11                        |
| Aliuska López                                                  | 100m horden (v)        | 9e        | serie 1: 3de in 13,06 kwartfinale 2: 2de in 12,67 halve finale 2: 5de in 12,70                        |
| Idalia Hechavarría Aliuska López Dainelky Pérez Liliana Allen  | 4x100m (v)             | 12e       | serie 1: 5de in 44,32                                                                                 |
| Idalmis Bonne Julia Duporty Surella Morales Ana Fidelia Quirot | 4x400m (v)             | 12e       | serie 2: 2de in 3.24,34 finale: 6de in 3.25,85                                                        |
| Regla Cardenas                                                 | verspringen (v)        | 21e       | kwalificatie groep A: 14de met 6,42m                                                                  |
| Lisette Cuza                                                   | verspringen (v)        | 14e       | kwalificatie groep A: 10de met 6,56m                                                                  |
| Niurka Montalvo                                                | verspringen (v)        | 18e       | kwalificatie groep B: 5de met 6,48m                                                                   |
| Yamile Aldama                                                  | hink-stap-springen (v) | DNS       | niet gestart                                                                                          |
| Ioamnet Quintero                                               | hoogspringen (v)       | 17e       | kwalificatie groep B: 10de met 1,90m                                                                  |
| Yumileidi Cumbá                                                | kogelstoten (v)        | 13e       | kwalificatie groep A: 5de met 18,55m                                                                  |
| Belsy Laza                                                     | kogelstoten (v)        | 10e       | kwalificatie groep B: 6de met 18,61m finale: 10de met 18,40m                                          |
| Barbara Hechevarria                                            | discuswerpen (v)       | 13e       | kwalificatie groep B: 8ste met 61,98m                                                                 |
| Maritza Marten                                                 | discuswerpen (v)       | 15e       | kwalificatie groep A: 7de met 60,08m                                                                  |
| Isel López                                                     | speerwerpen (v)        | 4e        | kwalificatie groep A: 4de met 61,40m finale: 4de met 64,68m                                           |
| Odelmys Palma                                                  | speerwerpen (v)        | 11e       | kwalificatie groep B: 4de met 62,30m finale: 11de met 59,70m                                          |
| Xiomara Rivero                                                 | speerwerpen (v)        | 18e       | kwalificatie groep B: 5de met 61,32m finale: 5de met 64,48m                                           |
| Regla Cardenas                                                 | zevenkamp (m)          | 12e       | 6246 punten                                                                                           |
| Magalys García                                                 | zevenkamp (m)          | 15e       | 6109 punten                                                                                           |

### Basketbal
| Olympiër | Discipline | Resultaat | Prestatie |
| --- | ---------- | --------- | --- |
| Yudith Águila Milayda Enríquez Gertrudis Gómez Cariola Hechavarría Dalia Henry Grisel Herrera Biosotis Lagnó María León Yamilé Martínez Tania Seino Lisdeivis Víctores Olga Vigil | vrouwen    | 6e        | groep B: 4de V van Verenigde Staten: 84-101 W van Zuid-Korea: 70-55 V van Australië: 63-75 V van Oekraïne: 75-85 W van Zaïre: 73-59 kwartfinale: V van Brazilië: 69-101 5-8ste plek: W van Italië: 78-70 5-6de plek: V van Rusland: 74-91 |

| Groep B |                  |             |             |             |            |            |            |        |
| #       | Land             | Wedstrijden | Wedstrijden | Wedstrijden | Doelpunten | Doelpunten | Doelpunten | Punten |
| #       | Land             | G           | W           | V           | V          | T          | Saldo      | Punten |
| 1       | Verenigde Staten | 5           | 5           | 0           | 507        | 339        | +168       | 10     |
| 2       | Oekraïne         | 5           | 3           | 2           | 354        | 358        | -4         | 8      |
| 3       | Australië        | 5           | 3           | 2           | 369        | 319        | +50        | 8      |
| 4       | Cuba             | 5           | 2           | 3           | 365        | 377        | -12        | 7      |
| 5       | Zuid-Korea       | 5           | 2           | 3           | 347        | 389        | -42        | 7      |
| 6       | Zaïre            | 5           | 0           | 5           | 287        | 447        | -160       | 5      |

| Ronde       | Datum   | Plaats           | Land   | Score      | Land |
| ----------- | ------- | ---------------- | ------ | ---------- | ---- |
| Groepsfase  |         |                  |        |            |      |
| 21 juli     | Atlanta | Verenigde Staten | 101-84 | Cuba       |      |
| 23 juli     | Atlanta | Cuba             | 70-55  | Zuid-Korea |      |
| 25 juli     | Atlanta | Cuba             | 63-75  | Australië  |      |
| 27 juli     | Atlanta | Oekraïne         | 87-75  | Cuba       |      |
| 29 juli     | Atlanta | Cuba             | 73-59  | Zaïre      |      |
| Kwartfinale |         |                  |        |            |      |
| 31 juli     | Atlanta | Brazilië         | 101-69 | Cuba       |      |
| 5-8ste plek |         |                  |        |            |      |
| 1 augustus  | Atlanta | Cuba             | 78-70  | Italië     |      |
| 5-6de plek  |         |                  |        |            |      |
| 2 augustus  | Atlanta | Cuba             | 74-91  | Rusland    |      |

### Boksen
| Olympiër                  | Discipline  | Resultaat | Prestatie |
| ------------------------- | ----------- | --------- | --- |
| Yosvani Aguilera          | -48kg (m)   | 9e        | 1ste ronde: W van SWE Ström: scheidsrechterlijke beslissing 2de ronde: V van PHI Velasco: 5-14 |
| Maikro Romero             | -51kg (m)   | Goud      | 1ste ronde: W van USA Morel: 24-12 2de ronde: W van ARM Papyan: 22-6 kwartfinale: W van PHI Recaido: 18-3 halve finale: W van RUS Pakeyev: 12-11 finale: W van KAZ Jumadilov: 12-11                                 |
| Arnaldo Mesa              | -54kg (m)   | Zilver    | 1ste ronde: W van SWE Larbi: 19-5 2de ronde: W van USA Raheem: scheidsrechterlijke beslissing kwartfinale: W van FRA Bouaita: 15-8 halve finale: W van RUS Malakhbekov: 14-14 finale: V van HUN Kovács: 7-14        |
| Lorenzo Aragón            | -57kg (m)   | 5e        | 1ste ronde: W van ALG Magjhound: 9-6 2de ronde: W van BRA de Brito: 16-6 kwartfinale: V van USA Mayweather Jr: 11-12                                                                                                |
| Julio González Valladares | -60kg (m)   | 9e        | 1ste ronde: W van PHI Brin: 24-13 2de ronde: V van GEO Gogoladze: 9-14 |
| Héctor Vinent             | -63,5kg (m) | Goud      | 1ste ronde: W van KOR Hyung: scheidsrechterlijke beslissing 2de ronde: W van TUR Suleymanoglu: 23-1 kwartfinale: W van RUS Zakharov: 15-7 halve finale: W van KAZ Niyazymbetov: 23-6 finale: W van GER Urkal: 20-13 |
| Juan Hernández Sierra     | -67kg (m)   | Zilver    | 1ste ronde: W van HUN Nagy: scheidsrechterlijke beslissing 2de ronde: W van BLR Mezga: 12-2 kwartfinale: W van KAZ Smanov: 16-8 halve finale: W van ROU Simion: 20-7 finale: V van RUS Saitov: 9-14                 |
| Alfredo Duvergel          | -71kg (m)   | Zilver    | 1ste ronde: W van POL Gilewski: 10-2 2de ronde: W van UKR Gorodnychov: 15-2 kwartfinale: W van ITA Perugino: 15-8 halve finale: W van KAZ Ibraimov: 28-19 finale: V van USA Reid: knock-out                         |
| Ariel Hernández           | -75kg (m)   | Goud      | 1ste ronde: W van EGY Kbary: 11-2 2de ronde: W van GER Ottke: 5-0 kwartfinale: W van RUS Lebziak: 15-8 halve finale: W van USA Wells: 17-8 finale: W van TUR Beyleroğlu: 11-3                                       |
| Freddy Rojas              | -81kg (m)   | 9e        | 1ste ronde: W van EGY Kalifa: 20-9 2de ronde: V van KOR Lee: 9-13 |
| Félix Savón               | -91kg (m)   | Goud      | 1ste ronde: W van KGZ Kumyaavka: 9-3 2de ronde: W van SWE Turkson: knock-out kwartfinale: W van GEO Kandelaki: 20-4 halve finale: W van GER Krasniqi: walk-over finale: W van CAN Defiagbon: 20-2                   |
| Alexis Rubalcaba          | +91kg (m)   | 5e        | 1ste ronde: vrij 2de ronde: W van ITA Vidoz: scheidsrechterlijke beslissing kwartfinale: V van TGA Wolfgramm: 12-17                                                                                                 |

### Gewichtheffen
| Olympiër                | Discipline | Resultaat | Prestatie                                                         |
| ----------------------- | ---------- | --------- | ----------------------------------------------------------------- |
| William Vargas          | -59kg (m)  | 5e        | trekken: 4de met 135kg stoten: 5de met 162,5kg totaal: 297,5kg    |
| Idalberto Aranda        | -70kg (m)  | 8e        | trekken: 10de met 145kg stoten: 2de met 187,5kg totaal: 332,5kg   |
| Pablo Lara              | -76kg (m)  | Goud      | trekken: 2de met 162,5kg stoten: 1ste met 205,5kg totaal: 367,5kg |
| Carlos Alexis Hernández | -91kg (m)  | 6e        | trekken: 4de met 175kg stoten: 8ste met 207,5kg totaal: 382,5kg   |
| Enrique Sabari          | -91kg (m)  | 12e       | trekken: 12de met 165kg stoten: 9de met 205kg totaal: 370kg       |

### Honkbal
| Olympiër | Discipline | Resultaat | Prestatie |
| --- | ---------- | --------- | --- |
| Omar Ajete José Ariel Contreras Miguel Caldes José Estrada González Jorge Fumero Alberto Hernández Rey Isaac Orestes Kindelán Pedro Lazo Omar Linares Omar Luis Juan Manrique Eliecer Montes Antonio Pacheco Juan Padilla Eduardo Paret Ormari Romero Antonio Scull Luis Ulacia Lázaro Vargas | mannen     | Goud      | groepsfase: 1ste W van Australië: 19-8 W van Japan: 8-7 W van Nederland: 18-2 W van Zuid-Korea: 14-11 W van Italië: 20-6 W van Verenigde Staten: 10-8 W van Nicaragua: 8-7 halve finale: W van Nicaragua: 8-1 finale: W van Japan: 13-9 |

| Groep B |                  |             |             |             |
| #       | Land             | Wedstrijden | Wedstrijden | Wedstrijden |
| #       | Land             | G           | W           | V           |
| 1       | Cuba             | 7           | 7           | 0           |
| 2       | Verenigde Staten | 7           | 6           | 1           |
| 3       | Japan            | 7           | 4           | 3           |
| 4       | Nicaragua        | 7           | 4           | 3           |
| 5       | Nederland        | 7           | 2           | 5           |
| 6       | Italië           | 7           | 2           | 5           |
| 5       | Australië        | 7           | 2           | 5           |
| 6       | Zuid-Korea       | 7           | 1           | 6           |

| Ronde        | Datum   | Plaats    | Land  | Score            | Land |
| ------------ | ------- | --------- | ----- | ---------------- | ---- |
| Groepsfase   |         |           |       |                  |      |
| 20 juli      | Atlanta | Cuba      | 19-8  | Australië        |      |
| 21 juli      | Atlanta | Japan     | 7-8   | Cuba             |      |
| 23 juli      | Atlanta | Nederland | 2-18  | Cuba             |      |
| 24 juli      | Atlanta | Cuba      | 14-11 | Zuid-Korea       |      |
| 27 juli      | Atlanta | Italië    | 6-20  | Cuba             |      |
| 28 juli      | Atlanta | Cuba      | 10-8  | Verenigde Staten |      |
| 29 juli      | Atlanta | Nicaragua | 7-8   | Cuba             |      |
| Halve finale |         |           |       |                  |      |
| 1 augustus   | Atlanta | Nicaragua | 1-8   | Cuba             |      |
| Finale       |         |           |       |                  |      |
| 2 augustus   | Atlanta | Japan     | 9-13  | Cuba             |      |

### Judo
| Olympiër                    | Discipline | Resultaat | Prestatie |
| --------------------------- | ---------- | --------- | --- |
| Manolo Poulot               | -60kg (m)  | 21e       | 1ste ronde: V van KOR Kim |
| Israel Hernández            | -65kg (m)  | Brons     | 1ste ronde: W van AUS Fagan 2de ronde: V van GER Quellmalz herkansingen: W van DOM Figuereo herkansingen 2: W van POR Almeida herkansingen 3: W van GEO Revazishvili bronzen finale: W van HUN Csák |
| Yosvane Despaigne           | -86kg (m)  | 9e        | 1ste ronde: W van TUN Hachicha 2de ronde: V van ARG Elisii herkansingen: V van NED Huizinga |
| Angel Vladimir Sanchez      | -95kg (m)  | 17e       | 1ste ronde: W van ROU Ivan 2de ronde: V van POR Soares |
| Frank Estaban Moreno Garcia | +95kg (m)  | 17e       | 1ste ronde: V van BEL Van Barneveld |
|                             |            |           | |
| Amarilys Savón              | -48kg (v)  | Brons     | 1ste ronde: vrij 2de ronde: W van ALG Souakri kwartfinale: W van USA Wolf halve finale: V van JPN Tamura bronzen finale: W van FRA Nichilo                                                          |
| Legna Verdecia              | -52kg (v)  | Brons     | 1ste ronde: vrij 2de ronde: W van GER von Schwichow kwartfinale: W van JPN Sugawara halve finale: V van KOR Hyun bronzen finale: W van ESP Muñoz                                                    |
| Driulys González            | -56kg (v)  | Goud      | 1ste ronde: W van FRA Baton 2de ronde: W van NED Gal kwartfinale: W van GBR Fairbrother halve finale: W van CHN Liu finale: W van KOR Jung                                                          |
| Ileana Beltrán              | -61kg (v)  | 16e       | 1ste ronde: vrij 2de ronde: V van NED Gal |
| Odalis Revé                 | -66kg (v)  | 14e       | 1ste ronde: W van AUS Dixon 2de ronde: V van FRA Dubois |
| Diadenis Luna               | -72kg (v)  | Brons     | 1ste ronde: vrij 2de ronde: V van FRA Essombe herkansingen: W van CAN Jenkins herkansingen 2: W van VEN Gómez herkansingen 3: W van GER Ertel bronzen finale: W van UKR Belyaeva                    |
| Estela Rodríguez            | +72kg (v)  | Zilver    | 1ste ronde: W van IND Kohli 2de ronde: W van KOR Son kwartfinale: W van CAN Filteau halve finale: W van POL Maksymow finale: V van CHN Sun                                                          |

### Roeien
| Olympiër                                | Discipline             | Resultaat | Prestatie |
| --------------------------------------- | ---------------------- | --------- | --- |
| Raúl Leon Dominguez Alexis Arias Mestre | lichte dubbel-twee (m) | 16e       | serie 3: 4de in 7.01,13 herkansingen: 3de in 6.23,52 halve finale C/D: 2de in 6.37,40 finale C: 4de in 6.58,63 |

### Schermen
| Olympiër                                    | Discipline      | Resultaat | Prestatie |
| ------------------------------------------- | --------------- | --------- | --- |
| Iván Trevejo                                | degen (m)       | Zilver    | 1ste ronde: W van ROU Bratu: 15-10 2de ronde: W van CAN Nowosielski: 15-14 3de ronde: W van GER Schmitt: 15-8 kwartfinale: W van EST Kaaberma: 15-14 halve finale: W van HUN Imre: 15-10 finale: V van RUS Beketov: 14-15 |
| Oscar García                                | floret (m)      | 20e       | 1ste ronde: vrij 2de ronde: V van ESP García: 11-15 |
| Elvis Gregory                               | floret (m)      | 9e        | 1ste ronde: vrij 2de ronde: W van POL Krzesiński: 15-10 3de ronde: V van FRA Omnès: 14-15 |
| Rolando Tucker                              | floret (m)      | 5e        | 1ste ronde: vrij 2de ronde: W van CHN Wang: 15-11 3de ronde: W van HUN Ersek: 15-4 kwartfinale: V van GER Wienand: 12-15                                                                                                  |
| Oscar García Elvis Gregory Rolando Tucker   | floret team (m) | Brons     | 1ste ronde: vrij kwartfinale: W van Zuid-Korea: 45-34 halve finale: V van Rusland: 44-45 bronzen finale: W van Oostenrijk: 45-28                                                                                          |
|                                             |                 |           | |
| Tamara Esteri                               | degen (v)       | 41e       | 1ste ronde: V van KOR Go: 12-15 |
| Mirayda García                              | degen (v)       | 24e       | 1ste ronde: W van JPN Arai: 15-13 2de ronde: V van SUI Bürki: 11-15 |
| Milagros Palma                              | degen (v)       | 35e       | 1ste ronde: V van KOR Lee: 12-15 |
| Milagros Palma Mirayda García Tamara Esteri | degen team (v)  | 6e        | 1ste ronde: W van Zwitserland: 45-39 kwartfinale: V van Frankrijk: 35-45 |

### Schietsport
| Olympiër              | Discipline | Resultaat | Prestatie                                  |
| --------------------- | ---------- | --------- | ------------------------------------------ |
| Servando Puldon       | skeet (m)  | 38e       | kwalificatie: 38ste met 116 punten (71-45) |
| Juan Miguel Rodríguez | skeet (m)  | 7e        | kwalificatie: 7de met 121 punten (72-49)   |
| Alfredo Torres        | skeet (m)  | 20e       | kwalificatie: 20ste met 119 punten (71-48) |

### Volleybal

#### Beach
| Olympiër                       | Discipline | Resultaat | Prestatie |
| ------------------------------ | ---------- | --------- | --- |
| Francisco Alvarez Juan Rossell | mannen     | 7e        | 1ste ronde: W van SWE Englén/Petersson: 15-3 2de ronde: W van ARG Conde/Martínez: 15-11 3de ronde: V van USA Smith/Henkel: 13-15 herkansingen: W van AUS Prosser/Zahner: 15-6 herkansingen 2: V van CAN Child/Heese: 4-15 |

#### Zaal
| Olympiër | Discipline | Resultaat | Prestatie |
| --- | ---------- | --------- | --- |
| Alexis Batle Angel Beltrán Freddy Brooks Joel Despaigne Raúl Diago Jhosvany Hernández Osvaldo Hernández Lazaro Martín Alain Roca Rodolfo Sanchez Ricardo Vantes Nicolas Vives | mannen     | 6e        | groep A: 1ste W van Bulgarije: 3-0 (15-9, 15-7, 15-7) W van Polen: 3-0 (15-13, 15-2, 15-13) W van Verenigde Staten: 3-2 (4-15, 15-9, 14-16, 15-8, 18-16) W van Argentinië: 3-0 (15-10, 15-12, 15-9) V van Brazilië: 0-3 (11-15, 10-15, 11-15) kwartfinale: V van Rusland: 0-3 (13-15, 15-17, 11-15) 5-8ste plek: W van Bulgarije: 3-1 (15-4, 15-12, 16-18, 15-12) 5-6de plek: V van Brazilië: 0-3 (12-15, 14-16, 14-16) |

| Groep A |                  |             |             |             |             |             |             |        |        |        |        |
| #       | Land             | Wedstrijden | Wedstrijden | Wedstrijden | Wedstrijden | Wedstrijden | Wedstrijden | Punten | Punten | Punten | Punten |
| #       | Land             | G           | W           | V           | SW          | SV          | SR          | SPW    | SPL    | Saldo  | Punten |
| 1       | Cuba             | 5           | 4           | 1           | 12          | 5           | +7          | 233    | 191    | +42    | 9      |
| 2       | Brazilië         | 5           | 3           | 2           | 10          | 6           | +4          | 210    | 187    | +23    | 8      |
| 3       | Bulgarije        | 5           | 3           | 2           | 10          | 8           | +2          | 225    | 212    | +13    | 8      |
| 4       | Argentinië       | 5           | 3           | 2           | 9           | 9           | 0           | 222    | 225    | -3     | 8      |
| 5       | Verenigde Staten | 5           | 2           | 3           | 10          | 9           | +1          | 241    | 233    | +8     | 7      |
| 6       | Polen            | 5           | 0           | 5           | 1           | 15          | -14         | 151    | 234    | -83    | 5      |

| Ronde       | Datum   | Plaats   | Land | Score            | Land |
| ----------- | ------- | -------- | ---- | ---------------- | ---- |
| Groepsfase  |         |          |      |                  |      |
| 21 juli     | Atlanta | Cuba     | 3-0  | Bulgarije        |      |
| 23 juli     | Atlanta | Cuba     | 3-0  | Polen            |      |
| 25 juli     | Atlanta | Cuba     | 3-2  | Verenigde Staten |      |
| 27 juli     | Atlanta | Cuba     | 3-0  | Argentinië       |      |
| 29 juli     | Atlanta | Brazilië | 3-0  | Cuba             |      |
| Kwartfinale |         |          |      |                  |      |
| 31 juli     | Atlanta | Cuba     | 0-3  | Rusland          |      |
| 5-8ste plek |         |          |      |                  |      |
| 1 augustus  | Atlanta | Cuba     | 3-1  | Bulgarije        |      |
| 5-6de plek  |         |          |      |                  |      |
| 2 augustus  | Atlanta | Cuba     | 0-3  | Brazilië         |      |

| Olympiër | Discipline | Resultaat | Prestatie |
| --- | ---------- | --------- | --- |
| Taismari Aguero Regla Bell Magaly Carvajal Marlenis Costa Ana Fernández Mirka Francia Idalmis Gato Lilia Izquierdo Mireya Luis Raiza O'Farrill Yumilka Ruíz Regla Torres | vrouwen    | Goud      | groep B: 3de W van Canada: 3-0 (15-8, 15-8, 15-5) V van Brazilië: 0-3 (11-15, 10-15, 4-15) W van Peru: 3-0 (15-2, 15-5, 15-10) W van Duitsland: 3-0 (15-6, 15-8, 15-4) V van Rusland: 1-3 (15-10, 6-15, 7-15, 8-15) kwartfinale: W van Verenigde Staten: 3-0 (15-1, 15-10, 15-12) halve finale: W van Brazilië: 3-2 (5-15, 15-8, 10-15, 15-13, 15-12) finale: W van China: 3-1 (14-16, 15-12, 17-16, 15-6) |

| Groep B |           |             |             |             |             |             |             |        |        |        |        |
| #       | Land      | Wedstrijden | Wedstrijden | Wedstrijden | Wedstrijden | Wedstrijden | Wedstrijden | Punten | Punten | Punten | Punten |
| #       | Land      | G           | W           | V           | SW          | SV          | SR          | SPW    | SPL    | Saldo  | Punten |
| 1       | Brazilië  | 5           | 5           | 0           | 15          | 1           | +14         | 238    | 121    | +117   | 10     |
| 2       | Rusland   | 5           | 4           | 1           | 12          | 4           | +8          | 217    | 140    | +77    | 9      |
| 3       | Cuba      | 5           | 3           | 2           | 10          | 6           | +4          | 196    | 156    | +40    | 8      |
| 4       | Duitsland | 5           | 2           | 3           | 7           | 9           | -2          | 163    | 191    | -28    | 7      |
| 5       | Canada    | 5           | 1           | 4           | 3           | 14          | -11         | 156    | 239    | -83    | 6      |
| 6       | Peru      | 5           | 0           | 5           | 2           | 15          | -13         | 129    | 252    | -123   | 5      |

| Ronde          | Datum   | Plaats           | Land | Score    | Land |
| -------------- | ------- | ---------------- | ---- | -------- | ---- |
| Groepsfase     |         |                  |      |          |      |
| 20 juli        | Atlanta | Canada           | 0-3  | Cuba     |      |
| 22 juli        | Atlanta | Cuba             | 0-3  | Brazilië |      |
| 24 juli        | Atlanta | Peru             | 0-3  | Cuba     |      |
| 26 juli        | Atlanta | Duitsland        | 0-3  | Cuba     |      |
| 28 juli        | Atlanta | Cuba             | 1-3  | Rusland  |      |
| Kwartfinale    |         |                  |      |          |      |
| 30 juli        | Atlanta | Verenigde Staten | 0-3  | Cuba     |      |
| Halve finale   |         |                  |      |          |      |
| 1 augustus     | Atlanta | Cuba             | 3-2  | Brazilië |      |
| Bronzen finale |         |                  |      |          |      |
| 3 augustus     | Atlanta | China            | 1-3  | Cuba     |      |

### Wielersport
| Olympiër    | Discipline       | Resultaat | Prestatie      |
| Baan        | Baan             | Baan      | Baan           |
| ----------- | ---------------- | --------- | -------------- |
| Dania Pérez | puntenkoers (v)  | 15e       | 0 punten       |
| Weg         |                  |           |                |
| Dania Pérez | wegwedstrijd (v) | DNF       | niet gefinisht |

### Worstelen
| Olympiër          | Discipline  | Resultaat   | Prestatie |
| Vrije stijl       | Vrije stijl | Vrije stijl | Vrije stijl |
| ----------------- | ----------- | ----------- | --- |
| Alexis Vila       | -48kg (m)   | Brons       | 1ste ronde: W van NGR Jacob: 4-0 2de ronde: W van MEX Fernández: 11-0 kwartfinale: V van ARM Mkrtsjan: 2-4 herkansingen: W van UKR Yefteni: 8-0 herkansingen: W van MDA Railean: 10-0 bronzen finale: W van RUS Orujov: 5-2                                          |
| Carlos Varela     | -52kg (m)   | 17e         | 1ste ronde: V van IRI Mohammadi: 0-4 2de ronde: V van SVK Kollar: 2-3 |
| Alejandro Puerto  | -57kg (m)   | 15e         | 1ste ronde: V van MKD Trstena: 3-4 herkansingen: W van AUS O'Brien: 9-1 herkansingen 2: V van IRI Talaei: 0-5 |
| Yosvany Sánchez   | -68kg (m)   | 4e          | 1ste ronde: V van BLR Gogol: 1-3 herkansingen: W van ARG Ibire: 10-0 herkansingen 2: W van HUN Fórizs: 6-2 herkansingen 3: W van IRI Fallah: 3-1 herkansingen 4: W van EST Kõiv: 6-0 herkansingen 5: W van ARM Gevorgyan: 8-4 bronzen finale: V van UKR Zazirov: 6-8 |
| Alberto Rodríguez | -74kg (m)   | 11e         | 1ste ronde: V van USA Monday: 1-1 herkansingen: W van TUR Ceylan: 7-0 herkansingen 2: W van IRI Momeni: 4-1 herkansingen 3: V van AZE Gadzhiev: 2-6 |
| Ariel Ramos       | -82kg (m)   | 8e          | 1ste ronde: W van BUL Penev: 3-1 2de ronde: V van RUS Magomedov: 4-7 herkansingen: W van UZB Khinchagov: 3-2 herkansingen 2: W van HUN Dvorák: 1-3 herkansingen 3: V van TUR Öztürk: 3-4 7-8ste plek: V van USA Gutches: 0-3                                         |
| Wilfredo Morales  | -100kg (m)  | 9e          | 1ste ronde: W van KOR Kim: 6-0 2de ronde: V van USA Angle: 0-2 herkansingen: W van EST Aavik: 3-1 herkansingen 2: V van GER Sabejew: 2-3 |
| Grieks-Romeins    |             |             | |
| Wilber Sánchez    | -48kg (m)   | 5e          | 1ste ronde: W van USA Maynard: 12-3 2de ronde: W van GER Kutscherenko: 1-1 kwartfinale: vrij halve finale: V van BLR Pavlov: 0-5 herkansingen: V van PRK Kang: 0-7 5-6de plek: W van GEO Papashvili: 4-0                                                             |
| Lázaro Rivas      | -52kg (m)   | 5e          | 1ste ronde: W van NOR Rønningen: 5-0 2de ronde: W van SYR Al-Faraj: 5-0 kwartfinale: vrij halve finale: V van ARM Nazarjan: 1-7 herkansingen: V van RUS Danielyan: 8-9 5-6de plek: W van BUL Anev: 5-0                                                               |
| Luis Sarmiento    | -57kg (m)   | 6e          | 1ste ronde: W van POR Maia: 5-0 2de ronde: V van GER Yildiz: 1-4 herkansingen: W van ROU Sandu: 7-0 herkansingen 2: W van AZE Aghayev: 1-0 herkansingen 3: W van GRE Elgkian: 4-2 herkansingen: V van CHN Sheng: 2-8 5-6de plek: V van GER Yildiz: 0-0               |
| Juan Marén        | -62kg (m)   | Zilver      | 1ste ronde: W van IRI Pazaj: 5-2 2de ronde: W van RUS Martynov: 5-4 kwartfinale: vrij halve finale: W van BUL Radnev: 4-1 finale: V van POL Zawadzki: 1-3 |
| Liubal Colás      | -68kg (m)   | 7e          | 1ste ronde: W van GEO Melelashvili: 4-2 2de ronde: W van ROU Memet: 3-0 kwartfinale: V van POL Wolny: 0-6 herkansingen: W van USA Smith: 3-2 herkansingen 2: V van BUL Georgiev: 0-4 7-8ste plek: W van EST Nikitin: 6-1                                             |
| Filiberto Azcuy   | -74kg (m)   | Goud        | 1ste ronde: W van KAZ Baiseitov: 9-1 2de ronde: W van USA Morgan: 10-1 kwartfinale: W van HUN Berzicza: 6-2 halve finale: W van RUS Iskandaryan: 5-4 finale: W van FIN Asell: 8-2                                                                                    |
| Reynaldo Peña     | -90kg (m)   | 10e         | 1ste ronde: W van KOR Ueon: 2-1 2de ronde: V van BUL Dimitrov: 0-3 herkansingen: W van YUG Kasum: 3-0 herkansingen 2: V van CZE Švec: 2-4 |
| Héctor Milián     | -100kg (m)  | 5e          | 1ste ronde: W van CAN Bell: 12-0 2de ronde: W van ITA Giunta: 3-0 kwartfinale: vrij halve finale: V van POL Wroński: 0-2 herkansingen: V van RUS Edisherashvili: 0-1 5-6de plek: W van MDA Grabovetchi: walk-over                                                    |

### Zeilen
| Olympiër                              | Discipline | Resultaat | Prestatie                                       |
| ------------------------------------- | ---------- | --------- | ----------------------------------------------- |
| Pedro Fernandez Angel Alfredo Jimenez | 470 (m)    | 26e       | 183 punten: (22-29-26-17-9-27-13-19-PMS-21-DSQ) |

### Zwemmen
| Olympiër       | Discipline          | Resultaat | Prestatie                                             |
| -------------- | ------------------- | --------- | ----------------------------------------------------- |
| Neisser Bent   | 100m rugslag (m)    | Brons     | serie 5: 1ste in 54,83 (NR) finale: 3de in 55,02      |
| Rodolfo Falcón | 100m rugslag (m)    | Zilver    | serie 6: 1ste in 55,29 finale: 2de in 54,98           |
| Neisser Bent   | 200m rugslag (m)    | 20e       | serie 5: 7de in 2.04,23                               |
| Rodolfo Falcón | 200m rugslag (m)    | 8e        | serie 5: 3de in 2.01,20 finale: 8ste in 2.08,14       |
| Mario González | 100m schoolslag (m) | 20e       | serie 3: 1ste in 1.03,05 (NR)                         |
| Mario González | 200m schoolslag (m) | 10e       | serie 3: 6de in 2.16,15 finale B: 2de in 2.15,11 (NR) |

Afghanistan · Albanië · Algerije · Amerikaanse Maagdeneilanden · Amerikaans-Samoa · Andorra · Angola · Antigua‑Barbuda · Argentinië · Armenië · Aruba · Australië · Azerbeidzjan · Bahama's · Bahrein · Bangladesh · Barbados · België · Belize · Benin · Bermuda · Bhutan · Bolivia · Bosnië en Herzegovina · Botswana · Brazilië · Britse Maagdeneilanden · Brunei · Bulgarije · Burkina Faso · Burundi · Cambodja · Canada · Centraal-Afrikaanse Republiek · Chili · China · Chinees Taipei · Colombia · Comoren · Congo-Brazzaville · Cookeilanden · Costa Rica · Cuba · Cyprus · Denemarken · Djibouti · Dominica · Dominicaanse Republiek · Duitsland · Ecuador · Egypte · El Salvador · Equatoriaal-Guinea · Estland · Ethiopië · Fiji · Filipijnen · Finland · Frankrijk · Gabon · Gambia · Georgië · Ghana · Grenada · Griekenland · Groot-Brittannië · Guam · Guatemala · Guinee · Guinee-Bissau · Guyana · Haïti · Honduras · Hongarije · Hongkong · Ierland · IJsland · India · Indonesië · Irak · Iran · Israël · Italië · Ivoorkust · Jamaica · Japan · Jemen · Joegoslavië · Jordanië · Kaaimaneilanden · Kaapverdië · Kameroen · Kazachstan · Kenia · Kirgizië · Koeweit · Kroatië · Laos · Lesotho · Letland · Libanon · Liberia · Libië · Liechtenstein · Litouwen · Luxemburg ·  Macedonië · Madagaskar · Malawi · Malediven · Maleisië · Mali · Malta · Marokko · Mauritanië · Mauritius · Mexico · Moldavië · Monaco · Mongolië · Mozambique · Myanmar · Namibië · Nauru · Nederland · Nederlandse Antillen · Nepal · Nicaragua · Nieuw-Zeeland · Niger · Nigeria · Noord-Korea · Noorwegen · Oeganda · Oekraïne · Oezbekistan · Oman · Oostenrijk · Pakistan · Palestina · Panama · Papoea-Nieuw-Guinea · Paraguay · Peru · Polen · Portugal · Puerto Rico · Qatar · Roemenië · Rusland · Rwanda · Saint Kitts en Nevis · Saint Lucia · Saint Vincent en Grenadines · Salomonseilanden · Samoa · San Marino · Sao Tomé en Principe · Saoedi-Arabië · Senegal · Seychellen · Sierra Leone · Singapore · Slovenië · Slowakije · Soedan · Somalië · Spanje · Sri Lanka · Suriname · Swaziland · Syrië · Tadzjikistan · Tanzania · Thailand · Togo · Tonga · Trinidad en Tobago · Tsjaad · Tsjechië · Tunesië · Turkije · Turkmenistan · Uruguay · Vanuatu · Venezuela · Verenigde Arabische Emiraten · Verenigde Staten · Vietnam · Wit-Rusland · Zaïre · Zambia · Zimbabwe · Zuid-Afrika · Zuid-Korea · Zweden · Zwitserland